# Namenlose
Die Namenlose (auch Namenlosbach und Lamelofe genannt, fälschlich gelegentlich namenloser Bach) ist ein 8,4 km langer, südöstlicher und orographisch rechter Zufluss der Neger im nordrhein-westfälischen Hochsauerlandkreis.

## Geographie

### Verlauf
Die Namenlose entspringt und verläuft in der Region Sauerland im Rothaargebirge und im Naturpark Sauerland-Rothaargebirge. Ihre Quelle liegt auf der Winterberger Hochfläche nahe dem Nordrand der Kernstadt von Winterberg auf etwa 649 m ü. NHN.
Die Namenlose fließt anfangs in Richtung Westen zur Einmündung der von Süden kommenden Büre. Dann verläuft sie nordwestwärts und nordwärts durch das westsüdwestlich der Nordhelle (792,2 m) liegende Silbach, einen nordwestlichen Stadtteil von Winterberg, wo sie auch Lamelofe genannt und durch die von der Nordhelle kommenden Strülleken gespeist wird. Dann fließt der Bach nach Norden und erreicht nach Einmünden der von Osten kommenden Burmecke und nach Passieren des Meistersteins (636,4 m) im Westen und des Ibergs (703,7 m) im Osten mit Siedlinghausen einen weiteren nordwestlichen Stadtteil von Winterberg.
Schließlich mündet die Namenlose in Siedlinghausen rund 110 m westnordwestlich und etwas unterhalb der Dorfkirche von Südosten kommend auf etwa 444 m Höhe in den dort von Süden heran fließenden Ruhr-Zufluss Neger.

### Zuflüsse
Zu den Zuflüssen der Namenlose gehören flussabwärts betrachtet (Daten – wenn nicht anders genannt – laut im Tabellenkopf genannten Einzelnachweisen):
| Name | Seite  | Länge (km) | Quell-          | Mündungs-       | Mündungs- ort (Lage) | Mündungs- km | EZG (km²) | GKZ       |
| Name | Seite  | Länge (km) | höhe (m ü. NHN) | höhe (m ü. NHN) | Mündungs- ort (Lage) | Mündungs- km | EZG (km²) | GKZ       |
| --- | ------ | ---------- | --------------- | --------------- | -------------------- | ------------ | --------- | --------- |
| Büre | links  | 2,6        | 741             | 614             | Winterberg (u)       | 7,60         |           | k         |
| Festerbach | links  | 1,0        | 654             | 602             | Silbach (o)          | 6,70         |           |           |
| Rabenseifen | rechts | 0,9        | 695             | 598             | Silbach (o)          | 6,55         |           |           |
| Bach vom Hangquellmoor am Langenberg | links  | 1,2        | 709             | 589             | Silbach (o)          | 5,75         |           |           |
| Strülleken | rechts | 1,5        | 704             | 534             | Silbach (i)          | 3,50         | 0,904     | 2761144-6 |
| Burmecke | rechts | 2,0        | 693             | 504             | Silbach (u)          | 2,35         |           | 2761144-8 |
| Abkürzungen (Lage und GKZ-Anmerkung): o = oberhalb vom, i = im, u = unterhalb vom Mündungsort; k = keine GKZ, weil auch als Quellarm gilt |        |            |                 |                 |                      |              |           |           |

## Hydrologie
Als Nebenfluss der Neger gehört die Namenlose, deren Einzugsgebiet 15,376 km² groß ist, zum Flusssystem der Ruhr und damit zum Einzugsgebiet des Rheins. 1999 war die Namenlose im Oberlauf in der Gewässergüteklasse I-II, ab Silbach bis zur Mündung in der Güteklasse II. Die mittlere Abflussmenge an der Mündung beträgt 0,38 m³/s.

## Natur und Umwelt

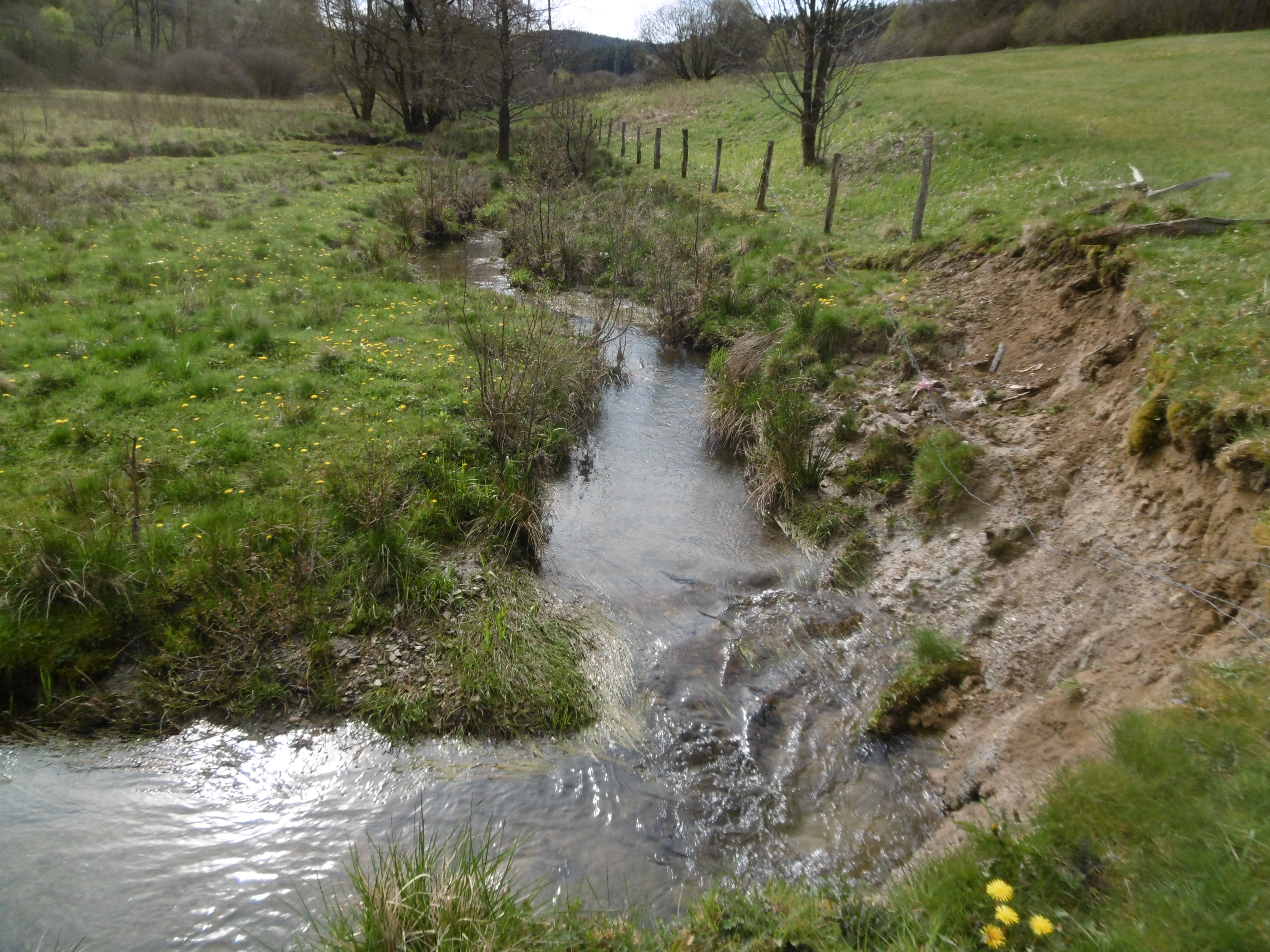
Namenlose

### Schutzgebiete
Die Quelle und der Oberlauf der Namenlose liegen im Naturschutzgebiet (NSG) Namenlose-Talsystem (CDDA-Nr. 389837; 2008 ausgewiesen; 89 ha groß). Ein kleiner NSG-Teil ist gleichzeitig als Fauna-Flora-Habitat-Gebiet Bergwiesen bei Winterberg (FFH-Nr. 4717-305; 4,87 km²) ausgewiesen. Im NSG verlaufen auch Büre, Festerbach und Rabenseifen oder zumindest Abschnitte dieser kleinen Namenlose-Zuläufe. Kurz vor dem Ort Silbach fließt die Namenlose im Landschaftsschutzgebiet Winterberg, vom Typ A (Allgemeiner Landschaftsschutz). Danach verläuft der Bach in der Ortslage Silbach. Das nächste Stück des Bachlaufs liegt im Landschaftsschutzgebiet Talsystem der Neger, vom Typ C (Wiesentäler, bedeutsames Extensivgrünland). Darauf folgt, vor der in Siedlinghausen gelegenen Mündung in die Neger, noch einmal ein Bachabschnitt im Landschaftsschutzgebiet Winterberg.
Im NSG und FFH-Gebiet kommen viele seltene Pflanzen und Tiere der Roten Liste vor. Darin gibt es ausgedehnte Feucht- und Nasswiesen, die örtlich von binsen- und seggenreichen Quellsümpfen durchsetzt sind. Die Namenlose und ihre Nebenbäche sind im NSG gänzlich unverbaut. Der Bestand an Fichten wurde dort im Winter 2008/09 auf eine Fichtenparzelle reduziert. Inzwischen hat die Nordrhein-Westfalen-Stiftung mehr als 40 ha im NSG auf Antrag des Vereins für Natur- und Vogelschutz im Hochsauerlandkreis angekauft. Die Flächen dieser Stiftung werden extensiv mit Rindern nach Vorgaben des Kultur-Landschafts-Pflege-Programms des Hochsauerlandkreises beweidet.

### Fauna
Eine Besonderheit im Tal, das von bewaldeten Bergflanken gesäumt wird, ist das Vorkommen des Braunkehlchens (Saxicola rubetra) und des Wiesenpiepers. Darüber hinaus ist am Bach die Wasseramsel zu finden. Der Schwarzstorch, welcher in den südlich angrenzenden Wäldern brütet, ist häufiger Nahrungsgast am Bach. Die bis Anfang der 1990er Jahre als Brutvogel vorkommende Bekassine ist im Naturschutzgebiet Namenlose-Talsystem wie im ganzen Hochsauerlandkreis als Brutvogel ausgestorben. Hingegen kann sie im Herbst und Frühjahr auf dem Durchzug beobachtet werden. Einzelne Bekassinen rasten auch längere Zeit im NSG. Sogar bei hohen Schneelagen wurden Einzelvögel an schneefreien Quellbereichen nachgewiesen.

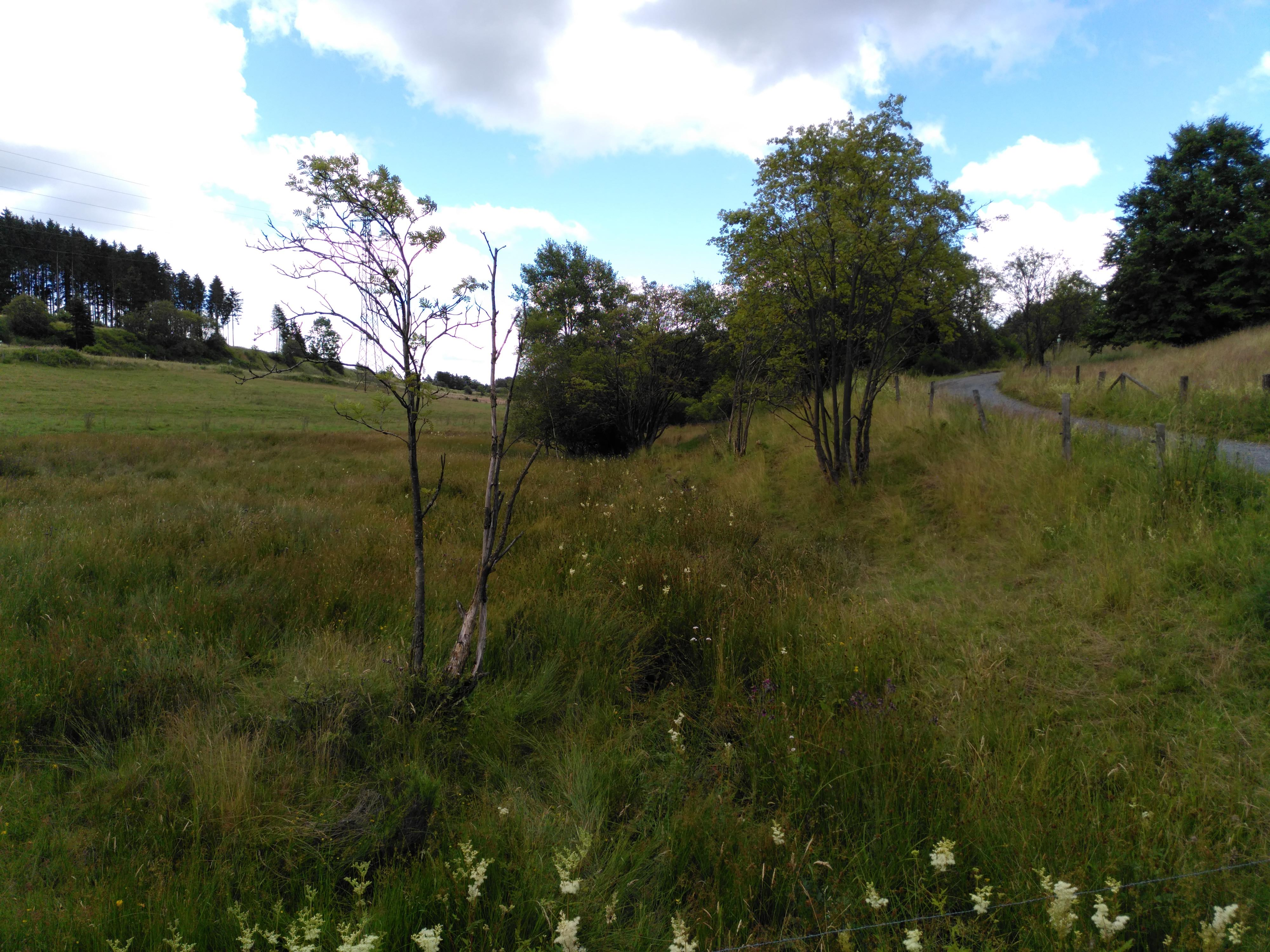
Tal der Namenlosen am Oberlauf bei Winterberg
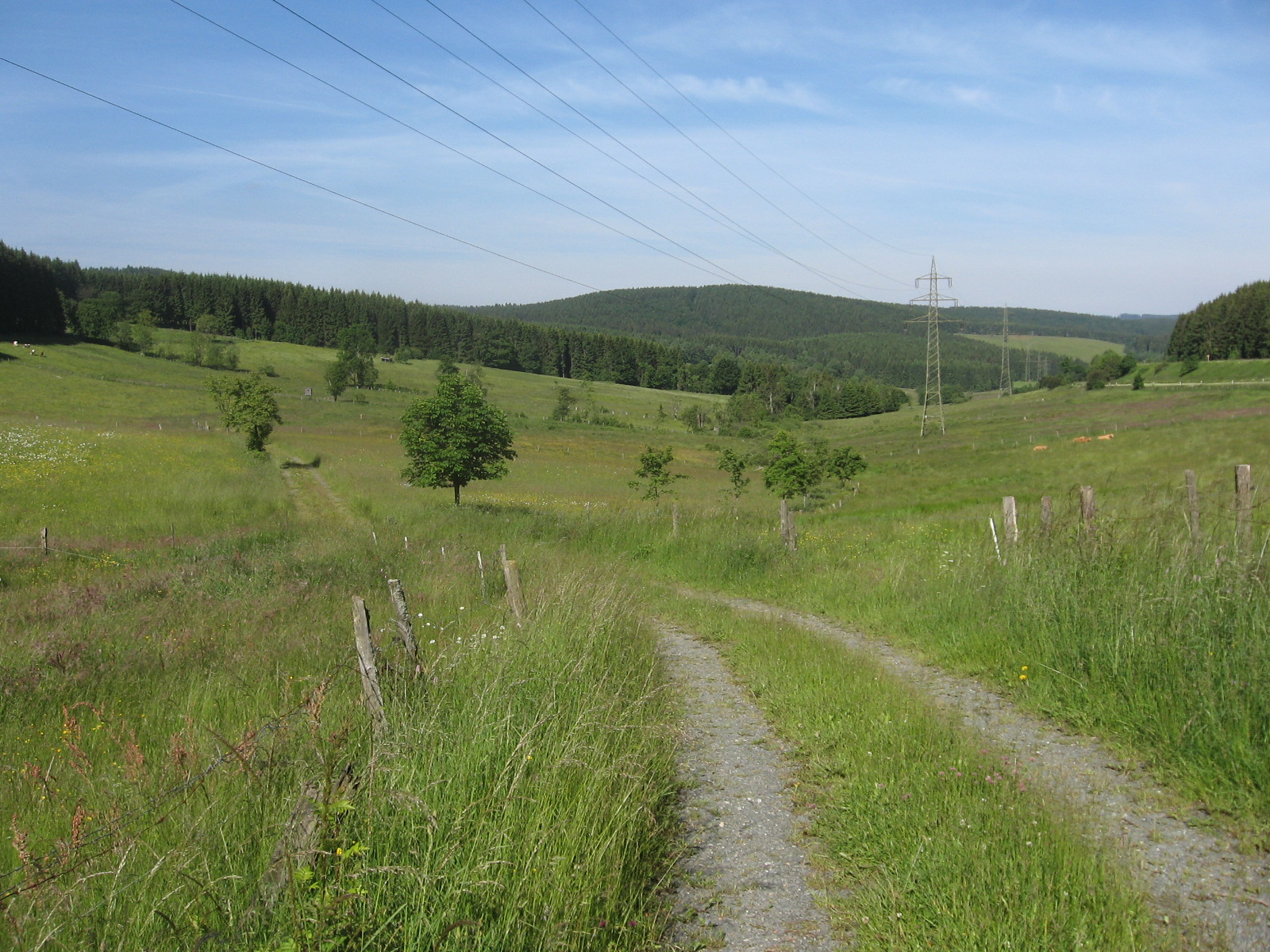
Naturschutzgebiet „Namenlose-Talsystem“

## Verkehr und Wandern
Entlang der Namenlose verlaufen die Landesstraße 740 und die Bahnstrecke nach Bestwig, die Winterberg (im Südosten) über Silbach mit Siedlinghausen (im Nordwesten) verbindet. Es verlaufen mehrere Wanderwege entlang der Namenlose und etwa 1 km südöstlich ihrer Quelle führt der Rothaarsteig durch Winterberg.